# Кунья (Сан-Паулу)
Кунья (порт. Cunha) — муниципалитет в Бразилии, входит в штат Сан-Паулу. Составная часть мезорегиона Вали-ду-Параиба-Паулиста. Входит в экономико-статистический микрорегион Параибуна/Парайтинга. Население составляет 22 815 человек на 2006 год. Занимает площадь 1 407,172 км². Плотность населения — 16,2 чел./км².

## История
Город основан 20 апреля 1858 года.

## Статистика
- Валовой внутренний продукт на 2003 составляет 78.559.069,00 реалов (данные: Бразильский институт географии и статистики).
- Валовой внутренний продукт на душу населения на 2003 составляет 3.424,40 реалов (данные: Бразильский институт географии и статистики).
- Индекс развития человеческого потенциала на 2000 составляет 0,733 (данные: Программа развития ООН).

## География
Климат местности: субтропический. В соответствии с классификацией Кёппена, климат относится к категории Cfa.